# Peter Johansson (fotbollsspelare)
Peter Kuno Robert Johansson, född 17 januari 1955 i Nättraby, är en svensk före detta fotbollsspelare (anfallare) som bland annat representerade Östers IF och Gais.

## Biografi
Johansson upptäcktes av "Mr. Öster", Stig Svensson, och värvades 1974 till Östers IF. Debutåret 1974 gjorde han fyra inhopp i Allsvenskan, men sedan fick han 1975 förstört av en skada. Efter bra spel i reservlaget fick han återigen chansen i A-laget 1976. Sammanlagt spelade han 24 allsvenska matcher för Öster och gjorde 4 mål innan han inför säsongen 1978 flyttade till Gais i division II. I Gais blev det bara en säsong, under vilken han gjorde 21 matcher (2 mål) för klubben.
Senare spelade han för Karlskrona AIF (1981–1982), Växjö Norra IF (1983), Västra Torsås, Hanaskog och Tingsryd.
Efter den aktiva karriären har Johansson haft flera uppdrag inom fotbollen, bland annat som tränare för IFK Värnamo och sportchef för Öster.

## Smeknamn
Smeknamnet "Kuno" kommer från hans far, som var en välkänd motocrossförare i Blekinge och gick under namnet Kuno. Senare tog han smeknamnet som andranamn.

## Spelstil
Johansson var snabb och hade näsa för mål. Östers tränare Gunnar Nordahl sade om honom att han "är påpasslig framför mål, har fint spelsinne och jobbar bra", och kallade honom "ett fint komplement till Inge Ejderstedt och Tommy Evesson."